# كيني نات
كيني نات (بالإنجليزية: Kenny Natt)‏ مواليد 5 أكتوبر 1958 في مونرو، هو مدرب كرة سلة أمريكي ولاعب سابق. بدأ مسيرته الاحترافية في سنة 1980. تم اختياره من قبل فريق إنديانا بايسرز خلال الدرافت. يبلغ طوله 6 قدم 3 بوصة (1.9 م). اعتزل اللعب في 1989.

## المسيرة الاحترافية
لعب مع إنديانا بايسرز في سنة 1980، ثم لعب مع يوتا جاز من سنة 1983 إلى 1984، ثم لعب مع سكرامنتو كينغز في سنة 1984.

## إحصائيات المسيرة
| الفريق         | السنة   | G  | W  | L  | W–L% | النهاية | PG | PW | PL | PW–L% | النتيجة |
| -------------- | ------- | -- | -- | -- | ---- | ------- | -- | -- | -- | ----- | ------- |
| سكرامنتو كينغز | 2008–09 | 58 | 11 | 47 | .190 | 5       | —  | —  | —  | —     | —       |
| المسيرة        | المسيرة | 58 | 11 | 47 | .190 |         | —  | —  | —  | —     |         |

## روابط خارجية
- كيني نات على موقع إن بي أي (الإنجليزية)
- كيني نات على موقع سبورتس رفرنس (الإنجليزية)
- كيني نات على موقع كلية كرة السلة في سبورتس رفرنس.كوم (الإنجليزية)
- كيني نات على موقع ريلجم (الإنجليزية)
- كيني نات على موقع بروبوليرز (الإنجليزية)
- كيني نات على موقع سبورتس رفرنس (الإنجليزية)